# Polski Koniec
Polski Koniec – część wsi Kuryłówka położona w Polsce,  w województwie podkarpackim, w powiecie leżajskim, w gminie Kuryłówka. Leży nad Złotą, u jej ujścia do Sanu.
Obecna część wsi Polski Koniec dawniej nosiła nazwę Tarnawiec.
Po 1567 dziedziczka Zofia ze Sprowy Odrowąż (1540-1580), szlachcianka o piastowskich korzeniach po kądzieli nadała przysiółkowi Kuryłówki, którego początki sięgają czasów rzymskich - nazwę Tarnawiec na cześć nieżyjącego męża - Jana Krzysztofa Tarnowskiego, przedstawiciela tarnowskiej linii sławnego rodu Tarnowskich.
W "wiekach przed Chrystusem" był tu Leżajsk, w którym znajdowało się starożytne stanowisko żeglugi na Sanie.
Na cmentarzu w Tarnawcu (obecnie na terenie Polskiego Końca) został pochowany Józef Zadzierski ps. „Wołyniak” (1923-1946).

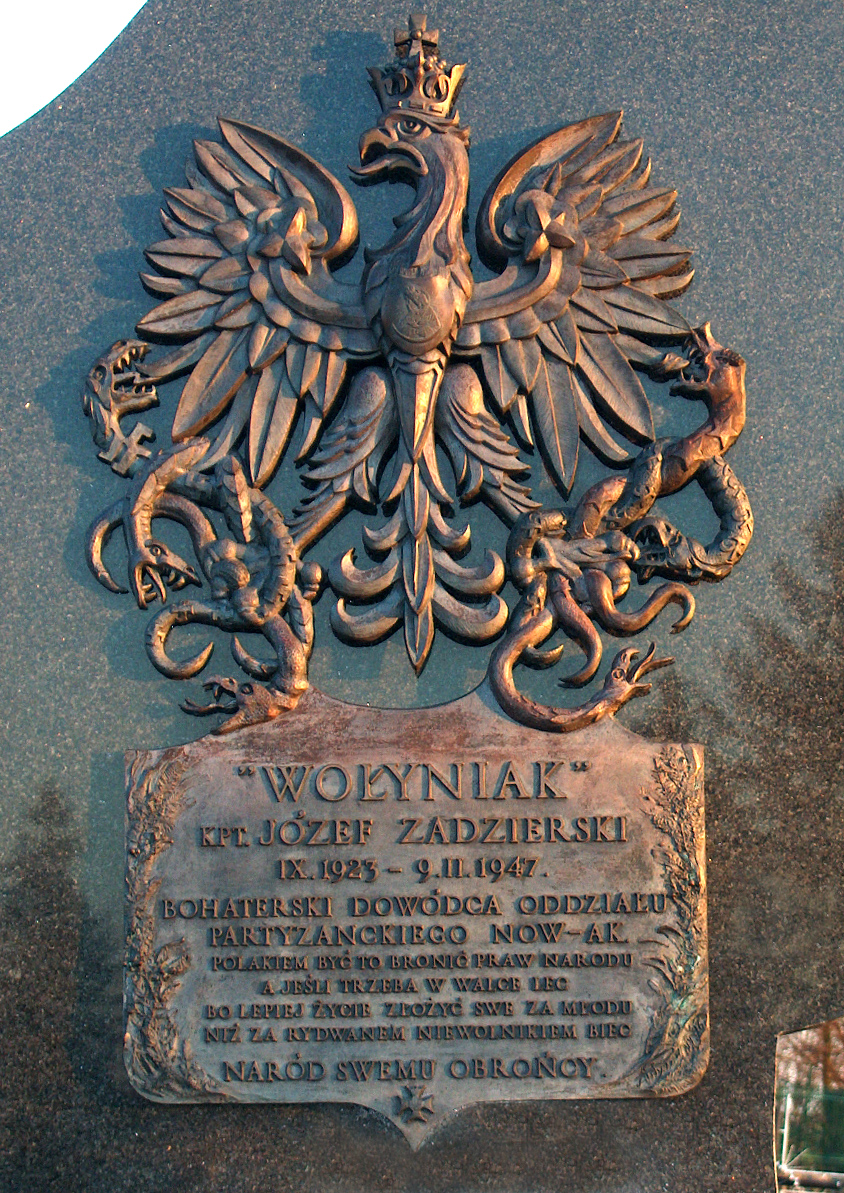
Fragment nagobka Józefa Zadzierskiego (rzeźba Andrzeja Pityńskiego)